# أسعد (اسم)
أَسْعَد هو اسم علم مذكر من أصل عربي، وجاء الاسم على صيغة أفعل ، ومعناه هو الأكثر سعادة.

## أشخاص يحملون الاسم
بالترتيب الابجدي:
أسعد أبو خليل عالم سياسي لبناني
أسعد أبو كرب احد ملوك حمير
أسعد أبوكلل الطائي سياسي عراقي
أسعد أسعد سياسي اسرائيلي
أسعد إسماعيل العظم والي دمشق
أسعد أفندي الينيوي عالم رياضيات ومترجم عثماني
أسعد الأسعد دبلوماسي فلسطيني
أسعد الأصفهاني رجل دين وفقيه شيعي
أسعد البنوان رياضي واقتصادي كويتي
أسعد الجابر ممثل ومغني سوري
أسعد الزعبي ضابط سوري واحد السوريين الاحرار
أسعد الزهراني ممثل سعودي
أسعد السحمراني كاتب ومؤلف واكاديمية لبناني
أسعد الشدودي لغوي وشاعر عثماني لبناني
أسعد الشدياق مبشر لبناني
أسعد الشفتري عسكري لبناني
أسعد الشقيري عالم ديني سياسي فلسطيني
أسعد الصفطاوي مناضل فلسطيني
أسعد العزوني كاتب ديني عراقي
أسعد العيداني سياسي عراقي
أسعد الغريري شاعر عراقي
أسعد الفقيه اول سفير للسعودية في الولايات المتحدة
أسعد الكوراني سياسي سوري
أسعد المطران طبيب سوري
أسعد الميهني فقيه سني شافعي
أسعد الناصري كاتب عراقي
أسعد بابكر لاعب كرة قدم فنلندي
أسعد بن أحمد الطرابلسي فقيه وقاضي شامي
أسعد بن زرارة صحابي من النقباء الاثنا عشر
أسعد بن سهل بن حنيف صحابي جليل
أسعد بن طارق سياسي وامير عماني
أسعد بن ملحم الحرفوشي احد حكام البقاع اللبناني
أسعد بن هبة الله ابن الخيزراني عالم مسلم ومحدث ونحوي واديب بغدادي
أسعد بن وائل الحميري
أسعد بن يزيد صحابي جليل
أسعد بواب ممثل مغربي
أسعد بوناشي فنان تشكيلي وخرج افلام قصيرة
أسعد بيوض التميمي داعية اسلامي
أسعد حردان سياسي لبناني
أسعد حريز محامي وقاضي وسياسي لبناني
أسعد حسن الشيباني وزير الخارجية والمغتربين السوري
أسعد خليفة ممثل مدبلج ومقدم برامج اردني
أسعد خليل داغر كاتب وشاعر ومترجم لبناني
أسعد خوري موسيقى سوري
أسعد دياب قاض واكاديمية وسياسي لبناني
أسعد ذبيان كاتب وصحفي وناشط لبناني
أسعد رحال طبيب واعلامي لبناني
أسعد رزوق كاتب وناقد ومفكر لبناني
أسعد رستم شاعر مهجري فكاهي
أسعد رشدان ممثل لبناني
أسعد سعيد شاعر رجلي لبناني
أسعد سعيد سيف ربّاع قطري
أسعد سيف عالم آثار لبناني
أسعد طراد شاعر لبناني
أسعد طه صحفي مصري
أسعد عبد الرحمن كاتب وباحث ومحلل سياسي
أسعد عبد الرزاق ممثل عراقي
أسعد عبد الرزاق (لاعب كرة قدم عراقي) لاعب كرة قدم عراقي
أسعد عبد العزيز الزهير طيار عسكري سعودي
أسعد عبد الغني لاعب كرة قدم مالديفي
أسعد عبد الكريم الفريح عسكري واديب سعودي
أسعد عبد الواحد الفريح سياسي عراقي
أسعد عرابي فنان تشكيلي وماقد سوري
أسعد علي باحث وكاتب وشاعر سوري
أسعد غنما قائد عسكري اردني
أسعد فضة ممثل سوري
أسعد قدورة مفتي صفد سابقاً
أسعد قطيط سياسي لبناني
أسعد قلادة مخرج تلفزيوني أمريكي من أصل مصري
أسعد محاسن سياسي سوري
أسعد محمد عبده لاعب كرة قدم يمني
أسعد محمود كاراكورت كاتب تركي
أسعد مصطفى ممثل مصري
أسعد منصور أديب ومؤرخ فلسطيني
أسعد وصفي الحنيني ملاكم اردني